# Skorpionerna
Skorpionerna (serbiska: Шкорпиони/Škorpioni) var en serbisk paramilitär grupp som aktivt sökte utrota andra etniciteter under Kroatiska självständighetskriget, Bosnienkriget och Kosovokriget. Enheten formades 1991 i vad som då var utbrytarrepubliken Serbiska republiken Krajina. 
Skorpionernas ledare var Slobodan Medić.

## Brott
- Srebrenicamassakern - Slobodan Medić och tre andra medlemmar dömdes 2007 i en serbisk domstol för sitt deltagande i massakern i Srebrenica.[1]
- Massakern i Podujeva - I mars 1999 åtalades Saša Cvjetan som medskyldig i morden i Podujeva och dömdes av en serbisk domstol till 20 år i fängelse.[2] 2009 fängslades ytterligare fyra medlemmar för sitt deltagande i massakern. Zeljko Djukic, Dragan Medic och Dragan Borojevic fick alla domar på 20 år, medan Midrag Solaja dömdes till 15 år.[3]